# 早島町
早島町（日语：／ Hayashima chō */?）是位于日本岡山縣南部的一個城鎮。轄區完全被岡山縣的兩大城市岡山市和倉敷市所包圍，因此也是兩市的住宅城市。因此雖然該町是岡山縣面積內最小的行政區劃，但人口密度卻是全縣最高。

## 歷史
在室町時代以前，轄區內北部的丘陵地為位於穴海內名為「早島」的島嶼，在江戶時代經歷大規模围垦將穴海填平後，早島變成為岡山平原的一部份。
在江戶時代早島是旗本早島戶川氏3千石的領地，並設有陣屋。

### 年表
- 1889年6月1日：實施町村制，早島村、矢尾村、前潟村合併為新設置的早島村，隸屬都宇郡。
- 1896年2月26日：早島村改制為早島町。[3]
- 1900年4月1日：都宇郡和窪屋郡合併為都窪郡。

## 交通

### 鐵路
- 西日本旅客鐵道
  - 宇野線（瀨戶大橋線）：（岡山市） - 早島車站 - 久久原車站 - （倉敷市→）

### 道路
高速道路
- 瀨戶中央自動車道：早島交流道

## 姊妹、友好都市

### 日本
- 千丁町（熊本縣八代郡）
兩地於1978年4月13日締結為姊妹都市，但2005年千丁町合併為八代市後，兩地即未再繼續締結。

## 外部連結
- （日語） 早島町觀光中心 （页面存档备份，存于）
- （日語） 早島町民總合會館 （页面存档备份，存于）
- （日語） 都窪商工會 （页面存档备份，存于）